# Cora Farías
Cora Farías (Buenos Aires, Argentina; 1910 - Id; ¿?) fue una actriz y vedette argentina, hermana de los cómicos Abelardo Farías y Dringue Farías.

## Carrera
Hija de una familia de actores, sus padres fueron Blanca Torterolo (hermana de María Teresa Torterolo, madre de los Hermanos Podestá) y el primer actor Juan Farías. Sus hermanos fueron Juanita Farías (n. 1907), Abelardo Farías (n, 1908), María A. (Keka) (n. 1912) y el famoso comediante Dringue Farías (n. 1914), todos ellos artistas. Los cinco hermanos se criaron en la carpa de sus padres, y todos menos Cora tocaban la guitarra. Juanita, su hermana mayor, era bailarina. Se casó con Armando Rial. Keka (la menor), que aprendió acrobacia en el circo, aprovechó aquella enseñanza para convertirse en bailarina acrobática de recordada actuación en el "Maipo" y en el "Sarmiento", en las temporadas desde el '32 al '38. Actuó más tarde junto a Olinda Bozán, Francisco Charmiello, José Gola y otras figuras de la época de oro.
De chica integró una compañía infantil junto a sus hermanos Juanita, Abelardo, Dringue y Keka. Luego en teatro llegó a tener un importante labor como vedette donde desplegó las plumas en varias obras revisteriles y musicales, siendo considerada junto a Amanda Falcón, una de las vedettes que hacía suspirar hasta a las butacas.
En teatro integró la Compañía de Teatro Argentino Carlos Morganti en 1937, junto a Gloria Faluggi, Maruja Roig, María Armand, Alfredo Camiña y Lauro Faluggi. También formó parte de la Compañía Porteña de Grandes Revistas de Azucena Maizani.
En cine tuvo una participación breve, actuó en tres películas: La primera Pampa y cielo de 1938 junto a Tito Lusiardo, Nicolás Fregues y Aída Alberti. La segunda Pájaro sin nido de 1940 con Elena Lucena, Niní Gambier y Eloy Álvarez. Se despide de la pantalla grande en 1941 con el film dirigido por José Agustín Ferreyra, La mujer y la selva, con Fanny Loy y Carlos Perelli. En Chile filma en 1927 Los cascabeles de Arlequín, del director Alberto Santana, junto a Edmundo Fuenzalida Espinoza, Mercedes Gibson, Plácido Martin, Ada Davis, La Ibis y la Compañía de María Blasco.

## Filmografía
- 1927: Los cascabeles de Arlequín
- 1938: Pampa y cielo.
- 1940: Pájaro sin nido.
- 1941: La mujer y la selva.

## Teatro
- 1933: Broadcasting
- 1933: Se vende una negra, con la Compañía de Pierina Dealessi - Alfredo Camiña - Marcos Caplán - Enrique Serrano. Estrenada en el Teatro Smart.[3]
- 1933: Descanso dominical (mens sana in corpore sano)
- 1937: La cucaracha, estrenada en el Teatro San Martín.
- 1941: La novia perdida, comedia en tres actos con Zulma Grimaldi, Vicente Rubino, René Cossa, Gerardo Rodríguez, María A. Farías, Teresa Parramón, Carmen Castex, Francisco Pérez, Esperanza Palomero, entre otros.
- 1943: Desbancamos Mar del Plata, con Paquito Busto, Susy Del Carril, Iris Donath, Severo Fernández, Vicente Forastieri, Juan José Porta, Osvaldo Miranda, Joya Palau y Estrella Rivera.
- 1952: Aquí se ríe la gente con Alberto Anchart, Roberto García Ramos, Alicia Barrié, Arturo Bamio, Juanita Farías, Mario Fortuna y Laurita Fernández.